# Poche de Saint-Nazaire
Seconde Guerre mondiale
Libération de la France
Batailles
2e campagne de France
- Corse
- Limousin
- Ain et Haut-Jura
- Les Glières
- Ascq
- Division Brehmer
- Mont Mouchet
- Opérations SAS en Bretagne
- Bataille de Normandie
- Guéret
- Brigade Jesser
- Cornil
- 1er Tulle
- 2e Tulle
- Argenton-sur-Creuse
- Oradour-sur-Glane
- 1er Ussel
- Saint-Marcel
- Saffré
- Mont Gargan
- Vercors
- Penguerec
- Lioran
- Égletons
- 2e Ussel
- Débarquement de Provence
- Port-Cros
- La Ciotat
- Toulon
- Martigues
- Marseille
- Nice
- Rennes
- Saint-Malo
- Brest
- Paris
- Mont-de-Marsan
- Montélimar
- Maillé
- Écueillé
- La Saulx
- Meximieux
- Nancy
- Colonne Elster
- Dunkerque
- Arracourt
- Saint-Nazaire
- Lorient
- Metz
- Royan et de la pointe de Grave
- Campagne de Lorraine
- Colmar

Front d'Europe de l'Ouest
Front d'Europe de l'Est
Campagnes d'Afrique, du Moyen-Orient et de Méditerranée
Bataille de l'Atlantique
Guerre du Pacifique
Guerre sino-japonaise
La poche de Saint-Nazaire est, à la fin de la Seconde Guerre mondiale, du mois d'août 1944 au 11 mai 1945, une zone de résistance de 1500 km2 des troupes allemandes repliées autour de Saint-Nazaire (alors en Loire-Inférieure), de part et d'autre de l'estuaire de la Loire. Formée autour du port de Saint-Nazaire et de sa base sous-marine, elle s'étend jusqu'à La Roche-Bernard au nord, Saint-Omer de Blain et Cordemais au nord-est, Frossay au sud-est et Pornic au sud. 
Elle se crée lorsque des troupes allemandes de l'ouest de la France se replient sur cette zone fortifiée, qu'ils appellent Festung St. Nazaire (« forteresse de Saint-Nazaire »), au moment où les troupes alliées, débarquées en Normandie le 6 juin, libèrent les grandes villes de Rennes et de Nantes en août 1944. Sur le plan stratégique, elle a comme les autres poches de l'Atlantique (poche de Royan et de la pointe de Grave et poche de Lorient), pour but d'empêcher les Alliés d'utiliser un grand port, ici celui de Saint-Nazaire ainsi que celui de Nantes. 
Ayant pour objectif principal la libération de Paris (effectuée le 24 août), et au-delà, Berlin, les Alliés ne cherchent pas à éliminer immédiatement cette « forteresse », que les Français appellent « la poche », se contentant de la mettre en état de siège. Ce n'est que le 8 mai 1945, jour de la capitulation du Troisième Reich à Berlin, qu'est signé à Cordemais l'acte de reddition des troupes allemandes de la poche, une cérémonie officielle ayant lieu le 11 mai à l'hippodrome de Bouvron.

## Contexte

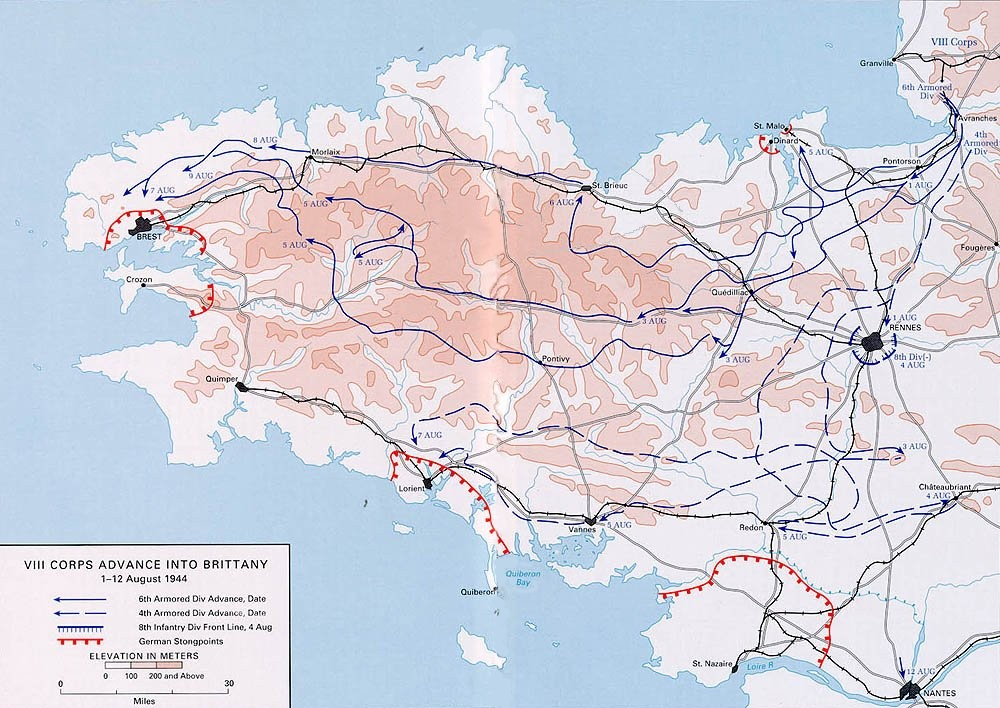
Carte de l'avancée américaine du 1er au 14 août 1944.

Après la bataille de Normandie et la percée d'Avranches, les Alliés libèrent très rapidement l'ouest de la France pendant la première quinzaine d’août 1944 (Rennes le 6 août, Nantes le 12, Rezé le 29). Les troupes allemandes se replient alors sur les festungen, les forteresses dont Hitler avait ordonné la construction dès janvier 1944 autour des grands ports de l'Atlantique, de la Manche et de la mer du Nord (en fait un renforcement des fortifications déjà existantes avec le mur de l'Atlantique), en prévision du futur débarquement allié en Europe du Nord-Ouest. Le but était de mettre en échec ce débarquement en empêchant les Alliés de s'emparer d'un grand port nécessaire pour ravitailler les troupes débarquées.  
Des poches de résistance allemandes sont ainsi formée dans les différentes festugen de la façade atlantique à Saint-Malo, Brest, Lorient, Saint-Nazaire, La Rochelle et Royan (bloquant l'entrée du port de Bordeaux), les soldats allemands de ces régions s'y repliant. La poche de Saint-Nazaire accueille aussi des militaires allemands provenant du sud de la Loire, à la suite de la libération de la Vendée et du Poitou par des groupes issus de la résistance intérieure française.
Par ses instructions du 31 juillet 1944 aux généraux Jodl et Warlimont, Hitler demande à ses troupes de « les défendre jusqu’au dernier homme ». Constituées en forteresse, elles pourraient, selon lui, redevenir des points d’appui non négligeables sur l’Atlantique dans l’hypothèse où les armes secrètes (Wunderwaffen) seraient mises au point à temps pour retourner la situation en faveur de l’Allemagne nazie. Il pense qu'elles permettront également d'immobiliser un nombre important de soldats alliés.
Mais avec la construction de deux ports artificiels sur la côte du Calvados et une grande capacité de débarquement de matériels et d'approvisionnement directement sur les plages, puis à peine trois semaines après le débarquement, avec la prise du port de Cherbourg et sa remise en état partiel dès mi-juillet, les Alliés déjouent ce plan. 
Après la percée d'Avranches, les Américains livrent bataille et s'emparent de la festung Saint-Malo (mais de l'île de Cézembre qui bloque son port seulement le 8 septembre) puis de celle de Brest. Mais elle ne tombe que le 18 septembre 1944 après de longs et durs combats avec d'importantes pertes parmi les troupes américaines et de dégâts dans la ville et le port. Le haut commandement allié décide alors le 7 septembre de ne pas chercher à conquérir les autres ports de la façade atlantique, le prix à payer n'en vaut plus la peine. Il privilégie une avancée rapide vers l'Allemagne. La fin de la bataille de Normandie puis le débarquement de Provence et la rapide progression des Alliés provoquent la fuite des armées allemandes du sud-ouest de la France. Le front s'est rapidement déplacé vers le nord-est, rendant moins pertinent la prise des ports atlantiques. Mais surtout avec la montée en puissance du port de Cherbourg, la Libération de Marseille ouvrant l'axe logistique Rhône-Saône peu de temps après le débarquement de Provence, la libération du Havre qui s'annonce et la prise du port d'Anvers (même si les Allemands tiennent encore les bouches de l'Escaut ouvrant sur la mer du Nord), les Alliés espèrent en avoir fini avec le goulot d'étranglement d'approvisionnement de leurs troupes. 
Les Alliés vont se contenter alors d'un blocus de ces forteresses qui seront plus tard appelées poches de l'Atlantique. Les troupes pour assurer ce blocus seront largement fournies par des bataillons des Forces françaises de l'intérieur, récemment endivisionnés dans l'armée française de la Libération. Ainsi hors FFI, moins d'un soldat allié sera immobilisé face à quatre soldats allemands.

## Délimitation de la zone occupée par les Allemands
Le 10 août 1944, les Alliés libèrent Fay-de-Bretagne et Blain, poussant devant eux les Allemands en déroute. Mais ils stoppent leur avancée. Les Allemands réoccupent Bouvron et font sauter les ponts de Vilhouin et du Pont-Serin. Il s'installent dans les écoles et les maisons inoccupées. La poche se forme ainsi et a pour centre la ville de Saint-Nazaire avec sa base sous-marine, piégeant pendant 9 mois les populations civiles qui attendaient d'être à leur tour libérées. Le 26 août, 21 villages situés le long des lignes américaines sont évacués sur ordre des Allemands.
Au nord de la Loire, la ligne de front inclut la presqu'île guérandaise, avec les stations balnéaires de Pornichet et de La Baule et les ports de pêche du Croisic et de La Turballe, jusqu'à Pénestin, puis suit la rive gauche de la Vilaine jusqu'au confluent avec l'Isac (canal de Nantes à Brest), puis la rive gauche de l'Isac jusqu'à Blain (35 km au nord de Nantes), incluant le sud de cette commune. Elle descend alors vers le sud, incluant Bouvron, Malville et Cordemais et laissant à l'est Fay-de-Bretagne et Le Temple-de-Bretagne. 
Au sud de la Loire, elle inclut les communes estuariennes de Frossay, Paimboeuf et Corsept (d'est en ouest), les communes intérieures de Saint-Viaud, Arthon-en-Retz (La Sicaudais) et Saint-Père-en-Retz et les communes littorales de Saint-Brevin-les-Pins, Saint-Michel-Chef-Chef, La Plaine-sur-Mer, Préfailles, Sainte-Marie-sur-Mer et Pornic (du nord au sud).

## Les forces allemandes
Elle compte de 26 à 28 000 soldats, sous le commandement du général d'aviation Junck. La base sous-marine reste sous le commandement de l'amiral Mirow (de).

### Moyens d'artillerie
Le secteur défensif côtier de la poche s'étire sur environ 50 km de littoral, de Pornic à l'embouchure de la Vilaine (Pénestin).
Pour défendre l'entrée de la Loire, les Allemands ont deux puissantes batteries d'artillerie : 
- au nord, sur la presqu'île du Croisic à Batz-sur-Mer, une batterie constituée de deux canons d'origine française de 240 mm ;
- au sud, à la pointe Saint-Gildas, une batterie similaire.

Entre ces deux batteries se trouvent des pièces de calibre plus modeste, notamment :  
- à la pointe de Chemoulin (sur la rive nord de l'estuaire) quatre canons de 170 mm et quatre canons de 105 mm,
- à Mindin et au Pointeau sur la rive sud (commune de Saint-Brevin-les-Pins[7]).

Ils disposent également d'une défense antiaérienne (flak), constituée de 80 pièces de gros calibre réparties en une vingtaine de batteries.
Au total, les Allemands disposent de 700 canons de toutes sortes (fixes, mobiles et DCA), avec une densité plus forte autour de la base sous-marine, des installations portuaires et du terrain d'aviation.

### Ceinture antichar autour de Saint-Nazaire
Plus près de Saint-Nazaire, on trouve une ceinture de fossés antichar.
Au nord de l'estuaire, la ceinture antichar part du fort de l'Ève (sur l'estuaire, à la pointe de l'Ève, entre la plage de Saint-Marc-sur-Mer (commune de Saint-Nazaire) et la plage de Port Charlotte), se dirige vers le nord, puis oblique vers l'est au sud de la Brière (lieux-dits Grand et Petit Marsac, commune de Saint-Nazaire), englobant ensuite Trignac, Montoir-de-Bretagne et Donges (sur l'estuaire). 
Au sud de la Loire, la ceinture antichar inclut Paimbœuf à l'est et Saint-Brevin à l'ouest.

## Les forces alliées
Face à ces un peu de moins de 30 000 soldats allemands commandés par le général Jung s'opposent des éléments de la 94e division d'Infanterie, puis de la 66e division d'infanterie américaine (général Kramer), de la Brigade Charles Martel (général Chomel), des bataillons FFI de Nantes, etc.
Les forces françaises seront de 11 800 hommes en octobre 1944, 15 100 en janvier 1945 et 17 780 en avril 1945.

## Situation des Français à l'intérieur de la poche
La poche compte aussi près de 130 000 civils, dont l'ancienne population de Saint-Nazaire. La ville de Saint-Nazaire comptait, début 1943, 36 000 habitants environ. La frontière se referme et les routes les plus passagères sont minées. En raison des bombardements importants de la part des alliés, une décision d'évacuation de la ville avait été prise en février 1943. Les réfugiés avaient été accueillis en bonne partie dans la presqu'île guérandaise et se sont retrouvés enfermés dans la poche de Saint-Nazaire. D'autres avaient trouvé refuge dans la région nantaise ou au-delà. La ville de Saint-Nazaire est officiellement vide, mais dans les faits, cent ou deux cents habitants environ y vivaient encore.
La population civile prise au piège de la poche subit privations et vexations. L'électricité est notamment coupée, ce qui nécessite le recours au système D et des restrictions alimentaires frappent la population. La minoterie ne fonctionnant plus, les anciens moulins à vent reprennent du service pour moudre la farine et les fours à pain également pour éviter les pénuries. Lors des bombardements, les civils trouvent refuge dans des abris de fortune (cave, étable, ou simplement fossé). En octobre 1944, un assez grand nombre de civils enfermés dans la poche (femmes et enfants) sont autorisés à quitter la poche pour gagner le territoire libéré, ce qui soulage les Allemands d'autant de bouches à nourrir. D'autres convois sont organisés par la suite par la Croix-Rouge française, qui durant neuf mois, distribue également le ravitaillement, évacue et soigne les blessés, enterre les morts. Les trains quittent la poche non loin de Cordemais. Une trêve très provisoire est observée entre les belligérants lors de leur trajet. Les réfugiés, une fois arrivés en gare de Nantes, sont soumis à un contrôle dans les locaux du lycée Clemenceau, en partie occupé par l'armée américaine après la libération de Nantes.
Par ailleurs, d'autres habitants de la poche la quittent par leurs propres moyens, notamment sur ses limites est et sud : par exemple, une partie des habitants de Fession (Saint-Omer-de-Blain) quittent leurs fermes, constamment sous le feu des mortiers américains à la fin de novembre 1944, et partent vers l'est à travers les lignes, bien qu'elles soient minées. Entre novembre 1944 et février 1945, les Allemands évacuent peu à peu les alentours du front est (Fession et Saint-Gabriel à Saint-Omer, d'autres lieux-dits à Bouvron et Fay-de-Bretagne) ; leurs habitants sont invités à se replier à l'intérieur de la poche vers l'ouest où à la quitter dans le cadre des trains de civils formés par la Croix-Rouge. Tous ne peuvent pas fuir cependant, notamment les éleveurs tenus de rester pour soigner leur bétail. Certains doivent cohabiter avec l'ennemi, qui réquisitionne certaines de leurs dépendances agricoles. Un avion allié, dit le « mouchard », surveille la ligne de front. Tout ce qui bouge à terre devient potentiellement la cible de tirs d'obus. La récolte du fourrage à la fin de l'été 1944 se fait donc de nuit, en dépit du couvre-feu maintenu de 20h00 à 6h00. Bâtiments publics et privés sont dégradés par les bombardements, auxquels s'ajoutent le pillage des Allemands qui récupèrent des matériaux, notamment les planchers, pour se construire des abris lambrissés.

## Les opérations militaires
Après plusieurs raids lancés en septembre et octobre contre les troupes FFI de l'autre côté de la Vilaine, les Allemands effectuent au début du mois de novembre un nouveau coup de main dans le secteur oriental.
À part un petit débarquement effectué en décembre à la pointe de Pen Lan en Morbihan, les opérations les plus importantes sont menées en Pays de Retz dans le Sud Loire, où s'étendent des terres fertiles pouvant être utiles pour le ravitaillement.
Les Allemands s'emparent de Frossay en octobre et fin décembre, à la suite de violents combats, du village de La Sicaudais. Ils s'opposent au 2e bataillon FFI de la Vienne qui cède une bande de près de 100 km2. Le front se stabilise grâce à l'intervention du 8e régiment de cuirassiers.
Les Américains, quant à eux, délogent les Allemands de la forêt du Gâvre, les forçant à repasser sur l'autre rive du canal de Nantes à Brest et s'emparent du bourg de Blain.
En février 1945, grâce à des agents secrets vivant à l'intérieur de la forteresse, la Résistance avertit le commandement de l'imminence d'une attaque allemande près du canal de Nantes à Brest.
Au cours du mois de mars, l'artillerie américaine parvient à couler plusieurs cargos qui font la navette entre les forteresses de Lorient et de Saint-Nazaire, posant ainsi des problèmes de ravitaillement aux Allemands.
En avril, les Allemands redoublent d'agressivité et harcèlent sans cesse les positions alliées avec leur puissante artillerie. Ainsi, le 19 avril des accrochages se produisent entre trois patrouilles franco-américaines et les Allemands causant trois morts et plus d'une vingtaine de blessés (et la perte de trois chars) côté allié et la perte de 33 hommes (morts ou blessés) côté allemand (à cette même période, sur le front de l'Ouest, les troupes alliées ont déjà largement envahi l'Allemagne et atteint l'Elbe).
Rémy Desquesnes évalue à 500 tués, blessés ou prisonniers les pertes du côté des Alliés.

## Capitulation (8 mai 1945) et reddition (11 mai 1945)
Les premières négociations ont lieu entre Américains et Allemands le 7 mai 1945. La capitulation est signée sur une table dressée devant la maison située au 107 rue des Sables (lieu-dit « Les Sables ») sur la route menant à Saint-Étienne-de-Montluc, le 8 mai 1945 à 13h30, le jour même de la capitulation de l'Allemagne. Cordemais est sur la limite Est de la poche de Saint-Nazaire, vers Nantes. Cette commune était aussi le lieu de passage des trains pour l'évacuation des civils empochés.

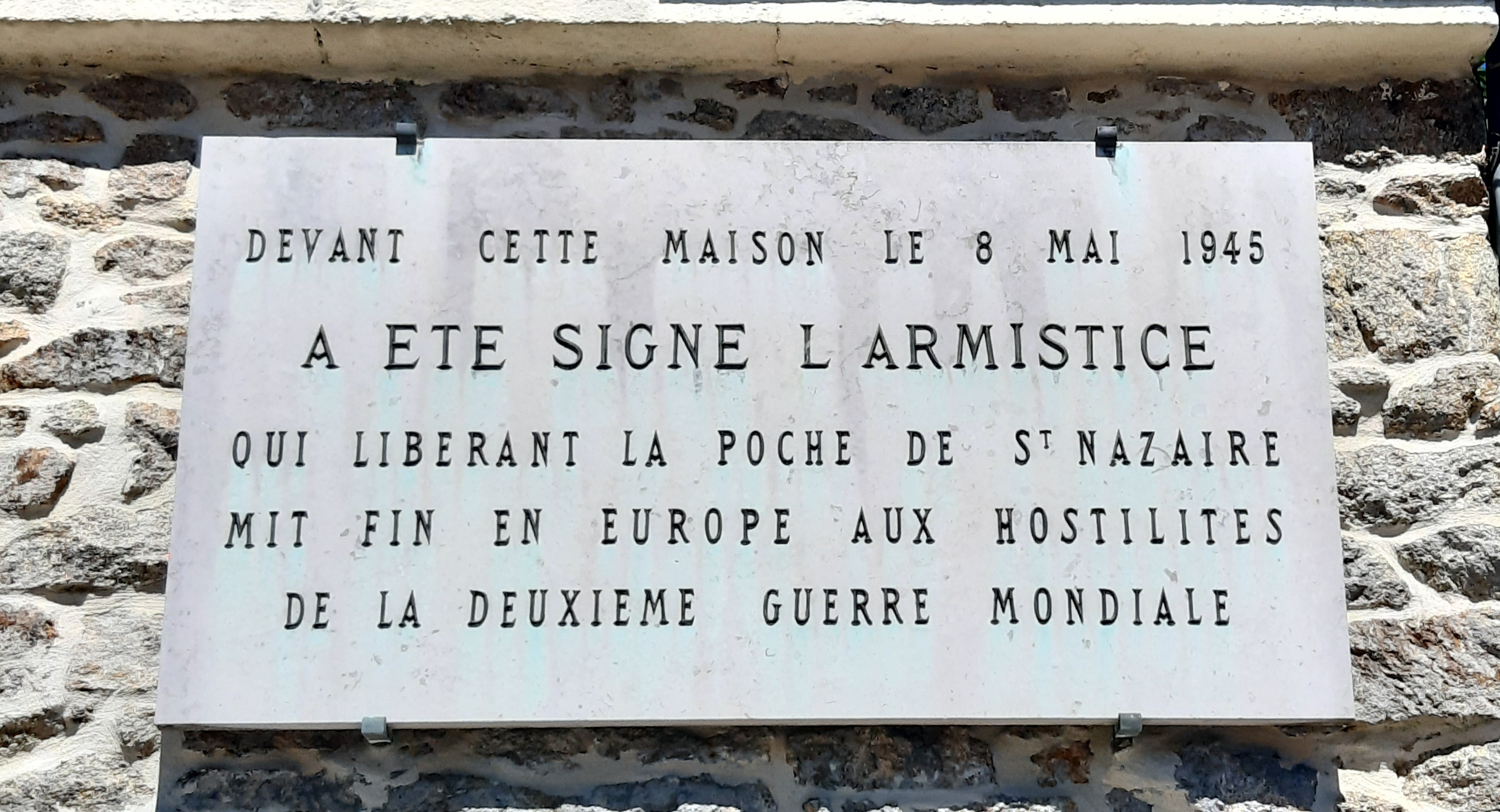
Plaque commémorant la capitulation de la poche de Saint-Nazaire en façade du 107 rue des Sables à Cordemais (le mot « armistice » est employé de manière inappropriée).
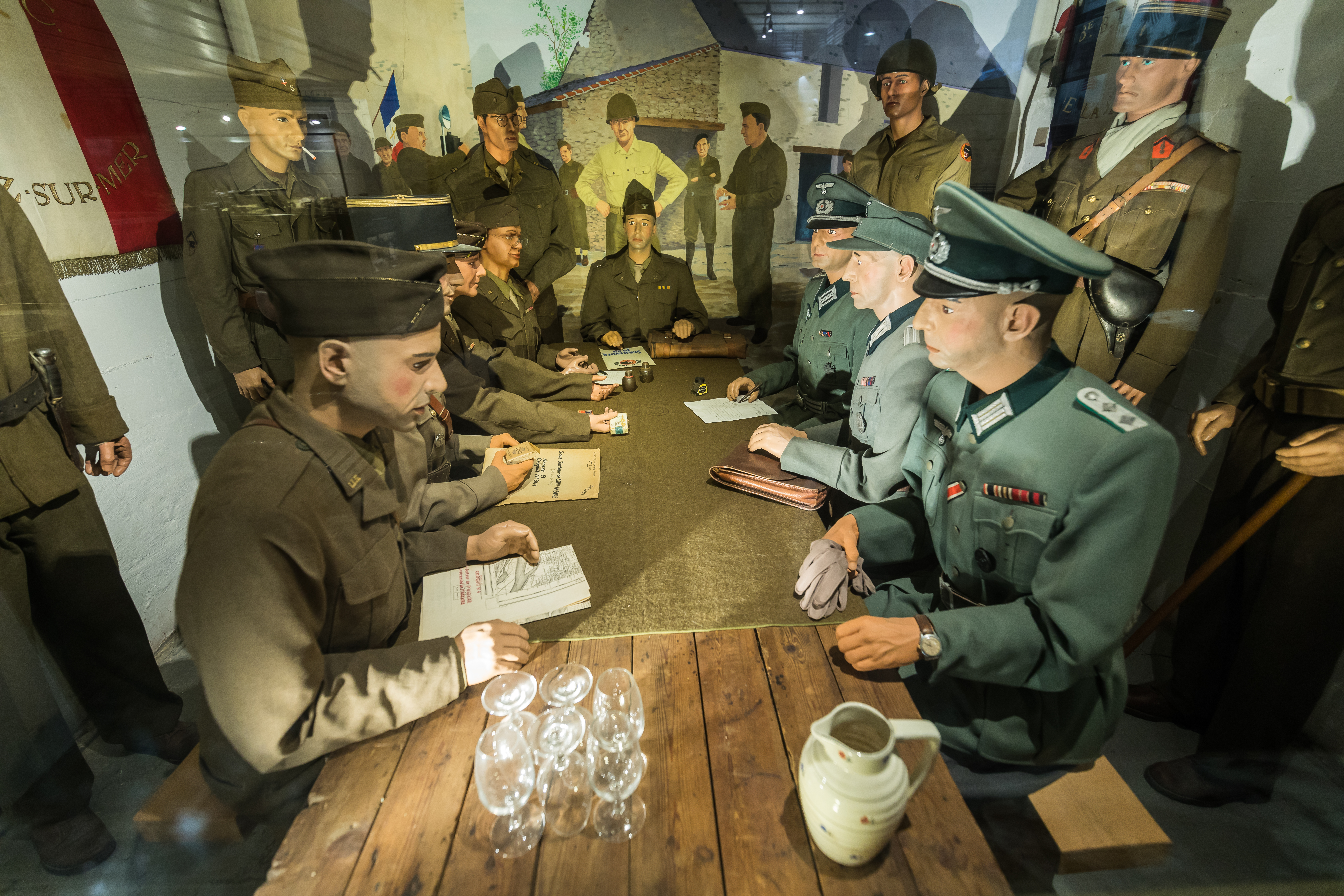
Musée de la poche de Saint-Nazaire au Grand Blockhaus, reconstitution de la signature du cessez-le-feu à Cordemais sur la table originale.

Le 10 mai 1945, les troupes alliées déferlent à travers toute la poche et distribuent bonbons, cigarettes et chocolat à la population venue les accueillir. Le 11 mai à 10h00, la cérémonie de la reddition sans condition se déroule à l'hippodrome du Grand Clos à Bouvron. Au cours de cette cérémonie, le général Hans Junck, entouré de ses principaux officiers, escorté du Major Keating et du Colonel Payan, traverse la prairie du Grand Clos. Il s'arrête devant le général américain Herman Frederick Kramer, commandant de la 66e division d'infanterie américaine, accompagné des Généraux Chomel, commandant le secteur des F.F.I de l'Ouest, et Forster, commandant le poche nord.

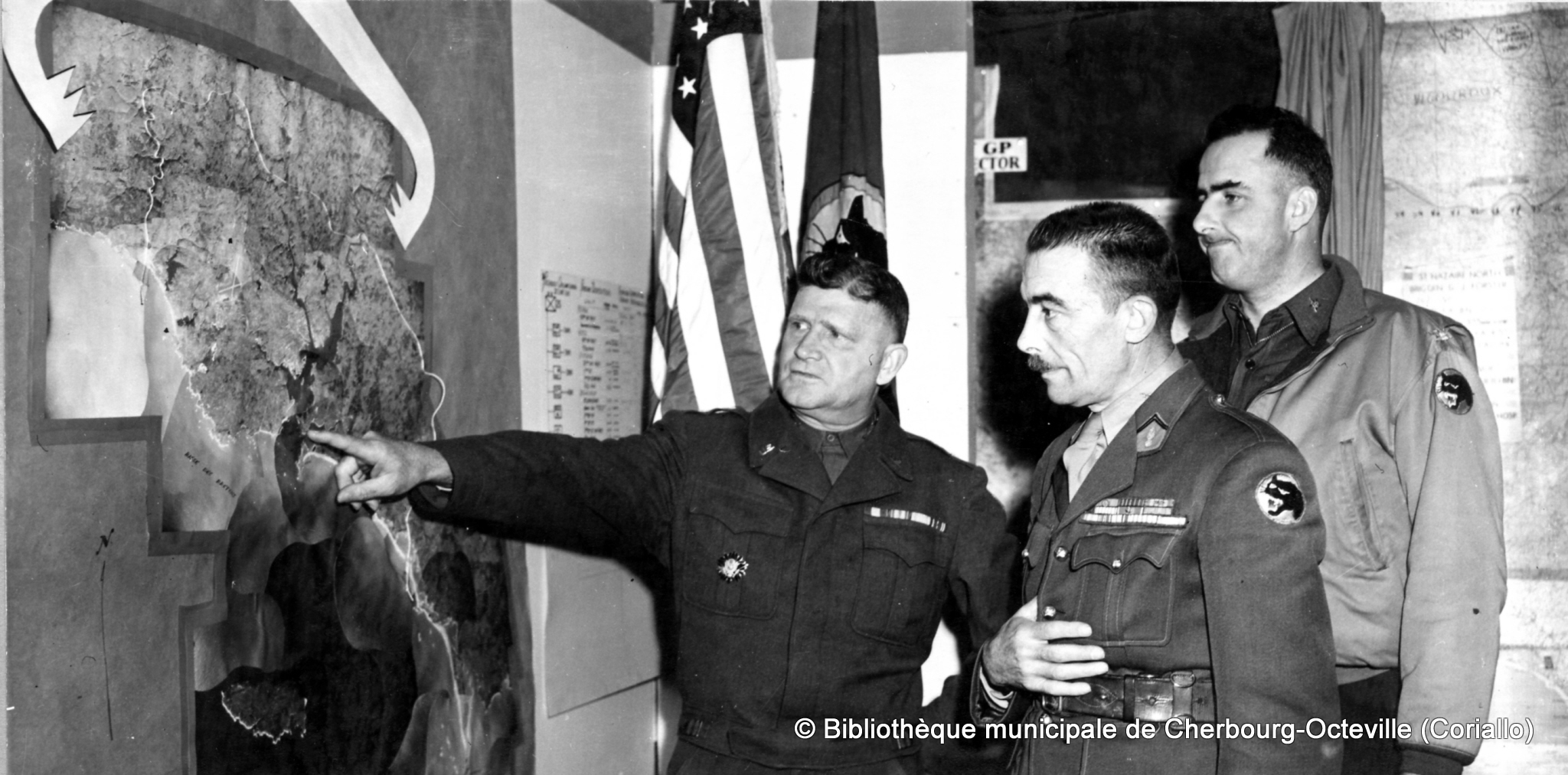
Le General Herman Frederick Kramer, avec son chef et sous-chef d'Etat-major, les colonels John W.Keating et Payan.

Le général Jung remet son arme au Général Kramer et déclare :
« Conformément à la capitulation signée à Reims le 7 mai, j'en remets entre vos mains les forces armées allemandes qui étaient sous mes ordres à Saint-Nazaire. En symbole de cette reddition, je vous remets mon arme personnelle. Elle n’est pas chargée et la sécurité est mise ».
Le Général Kramer prend l'arme et répond :
« J'accepte votre reddition au nom des Alliés. Vous serez traités en prisonniers, conformément au droit de la guerre ».
Cette reddition se fait en présence du préfet de la Loire-Inférieure, Alexandre Vincent, et de détachements français et américains. Puis le général Kramer remet au préfet les pouvoirs civils sur le territoire englobé dans l'ex-poche allemande. Vers midi, le préfet et les généraux français Chomel et américain Foster procèdent à la mise en place de leur PC à La Baule. L'ultime partie du territoire occupée par les Allemands en France est libérée, 24 heures après la libération de la poche de Lorient et 3 jours après la capitulation définitive du pouvoir nazi. En 1945, les autorités regroupent au cimetière militaire allemand de Pornichet les sépultures des soldats allemands tués.
Le 23 juillet 1945, le général de Gaulle, qui préside le gouvernement provisoire de la République française, atterrit sur le terrain d'aviation d'Escoublac, et se rend à Saint-Nazaire où il prononce un discours, après un bain de foule, puis parcourt les rues de la ville, en grande partie détruite par les bombardements alliés.

## Mémoire de la poche
En 1949, un monument en forme de croix de Lorraine est érigé à Bouvron pour commémorer la signature de l'acte de reddition. Le général de Gaulle y préside une cérémonie le 20 mai 1951.
Depuis 1997, le Grand Blockhaus (Batz-sur-Mer) héberge le musée de la poche de Saint-Nazaire.
En 2019, pour la commémoration des 75 ans du début de la poche de Saint-Nazaire, le documentaire de Raphaël Millet, La Poche de Saint-Nazaire, une si longue occupation, est revenu sur le détail des événements en mobilisant des archives inédites ainsi que des témoignages d'anciens empochés, d'anciens soldats allemands, et d'historiens spécialistes du sujet.